# Enzo Siciliano
Enzo Siciliano (Roma, 27 de mayo de 1934-Roma, 9 de junio de 2006) fue un escritor y crítico literario italiano. 

## Biografía
Sus padres eran calabreses. Se licenció en Filosofía y frecuentó los ambientes intelectuales romanos. Recibió la influencia directa de algunos de los grandes intelectuales y artistas italianos del momento: Giacomo Debenedetti, Alberto Moravia, Pier Paolo Pasolini, Giorgio Bassani, Elsa Morante o Attilio Bertolucci.
Fue funcionario de la RAI (de la que fue presidente entre 1996 y 1997), profesor y desarrolló una importante labor crítica y literaria. Como presidente de la RAI fue célebre su decisión de transmitir en directo la sesión inaugural de la temporada lírica del Teatro alla Scala de Milán: la ópera Macbeth de Giuseppe Verdi se emitió en el canal nacional y anuló ese día el noticiero de las 20:00 h. Era la primera vez que esto sucedía en la historia de la televisión italiana.
Su carrera literaria comenzó en la narrativa con su libro de cuentos Racconti ambigui (Feltrinelli, 1963). Fue codirector de la revista Nuovi Argomenti y director del Gabinetto Viesseux de Florencia. Ganó en 1981 el Premio Viareggio con su novela La principessa e l'antiquario. En la novela histórica I bei momenti (Mondadori, 1997) reflejó la figura del compositor Wolfgang Amadeus Mozart y ganó el prestigioso Premio Strega. 
Como director de Nuovi Argomenti promocionó a numerosos escritores poco conocidos que, más tarde, se convirtieron en grandes figuras de la cultura italiana. Entre otros, Siciliano «descubrió» a Dario Bellezza, Franco Cordelli, Sandro Veronesi, Edoardo Albinati, Aurelio Picca, Andrea Carraro y Lorenzo Pavolini.
En junio de 1971 fue uno de los ochocientos intelectuales que firmaron un manifiesto publicado en L'Espresso en el que se acusaba al comisario Luigi Calabresi de «torturador» y «responsable de la muerte de Giuseppe Pinelli». La investigación posterior llevada a cabo por el juez Gerardo D'Ambrosio concluyó con una sentencia absolutoria para la policía (según su informe, Calabresi ni siquiera estaba presente en el cuarto del interrogatorio en el momento de la caída de Pinelli). Esta sentencia, emitida el 27 de octubre de 1975, fue muy polémica.

## Enzo Siciliano y el cine
Enzo Siciliano estuvo relacionado con el mundo cinematográfico: escribió guiones y actuó en papeles secundarios en varias películas de sus amigos. Así, en 1964 intervino en Il Vangelo secondo Matteo de Pier Paolo Pasolini con el papel de Simón el Cananeo y en 1979 apareció en La luna de Bernardo Bertolucci en el papel de director de orquesta. El actor Francesco Siciliano es hijo de Enzo.